# Strande
Strande este o comună din landul Schleswig-Holstein, Germania.

## Geografie
Strande este situat la aproximativ 20 km nord de centrul orașului Kiel, pe peninsula Dänischer Wohld, pe Marea Baltică. Se află la aproximativ un kilometru nord de limita orașului Kiel (cartierul Schilksee).
Municipalitatea include următoarele districte:
- Strande
- Mühlenteich, aproximativ 10 gospodării, la 500 de metri nord de orașul principal
- Eckhof, aproximativ 10 gospodării, la 1000 de metri vest de orașul principal
- Rabendorf (numai parțial la plaje)
- Freidorf (numai la est de drumul principal către Strande) - Freidorf a fost construit în 1788, când contele von Holck, domnul Eckhof, numit după înființarea a patru Kätnerstellen și demiterea iobagilor proprietății sale, satul rezultat "Freidorf" și le-a oferit în zona de astăzi Freidorf să locuiască acolo.
- Marienfelde, la 2 km nord de orașul principal
- Gut Alt-Bülk
- Gut Neu-Bülk

Municipalitatea se învecinează cu Schwedeneck, Dänischenhagen și Kiel-Schilksee cu centrul olimpic Schilksee.

## Istoric
Strande este, de asemenea, un fost site militar. La această adresă, "Stohler Landstraße 31" (fostă probabil Marienfelder Straße 125) este un complex de clădiri denumite "fabrică Belvedere" în formă de U până cel puțin la mijlocul anului 1998, utilizat de Bundeswehr. Deja în anul 1959 a fost adăpostit Panzeraufklärungskompanie 180 și, ca ultima unitate, a fost amplasată a doua companie a batalionului 1 de transport naval.

## Infrastructură
Strande este situat pe drumul rural K17, Fördestraße sau Stohler, un drum bine dezvoltat cu două benzi. Este parțial semnalizat ca o ramură Kiel sau Nebenstrecke Eckernförde.
În plus, plaja este punctul terminus al unor linii de autobuz ale VRK și, astfel, bine conectat la centrul orașului Kiel. În timpul lunilor de vară, navighează și navele de pasageri ale companiei de remorcare și feribot Kiel Strande, denumite în mod obișnuit "Fördedampfer". Transportul bicicletelor este posibil.
Strande are un port de agrement, o școală primară, o grădiniță, un departament de pompieri voluntari și o curtaxpflichtigen și o plajă non-kurtaxpflichtigen. Strande nu este doar o stațiune de vară ocupată în vară.

## Activități
În plus față de portul de agrement și activitățile asociate, plajele oferă căi bine dezvoltate de la mare. În plus, există două plaje cu nisip în nord și la sud de portul din Strande, nordul are infrastructură, cum ar fi scaune de plajă. Golful mic dintre portul Strande și centrul olimpic Schilksee este un sit bine cunoscut pentru scufundări. La adâncimi cuprinse între trei și cinci metri sunt pajiști de sere. Stâncile și cele două halte de oțel din digul sudic atrag pești tineri în special.
1. ↑  Alle politisch selbständigen Gemeinden mit ausgewählten Merkmalen am 31.12.2018 (4. Quartal) (în germană), Statistisches Bundesamt[*], arhivat din original la 10 martie 2019, accesat în 10 martie 2019